# Cis biroi
Cis biroi is een keversoort uit de familie houtzwamkevers (Ciidae). De wetenschappelijke naam van de soort werd in 1956 gepubliceerd door Maurice Pic.